# Snowboard-Europacup 2024/25
Der Snowboard-Europacup 2024/25 war eine von der FIS organisierte Wettkampfserie, die zum Unterbau des Snowboard-Weltcups 2024/25 gehörte. Sie begann am 27. November 2024 im Pitztal und endete am 12. April 2025 in Corvatsch.

## Männer

### Podestplätze Männer
| Datum             | Austragungsort       | Disz.                 | Sieger                 | Zweiter                  | Dritter               |
| ----------------- | -------------------- | --------------------- | ---------------------- | ------------------------ | --------------------- |
| 27. November 2024 | Pitztal              | Snowboardcross        | Loan Bozzolo           | Merlin Surget            | Léo Le Blé Jaques     |
| 7. Dezember 2024  | Den Haag             | Rail                  | Leon Gütl              | Casper Holtzapfel        | Joewen Frijns         |
| 14. Dezember 2024 | Götschen             | Parallelslalom        | Werner Pietsch         | Julian Treffler          | Tommy Rabanser        |
| 15. Dezember 2024 | Götschen             | Parallelslalom        | Tommy Rabanser         | Werner Pietsch           | Alexander Krashniak   |
| 19. Dezember 2024 | Monínec              | Parallelslalom        | Joachim Gravogel       | Kaijo Taniguchi          | Werner Pietsch        |
| 20. Dezember 2024 | Monínec              | Parallelslalom        | Tommy Rabanser         | Lion Hammerschmidt       | Werner Pietsch        |
| 5. Januar 2025    | Font-Romeu           | Slopestyle            | Julien Merken          | Ville Jukola             | Charlie Lane          |
| 11. Januar 2025   | Prato Nevoso         | Slopestyle            | Niklas Huber           | Martin Jozsa             | Elias Lionel Lehner   |
| 10. Januar 2025   | Folgaria             | Parallel-Riesenslalom | Tommy Rabanser         | Andrzej Gasienica-Daniel | Julian Treffler       |
| 11. Januar 2025   | Folgaria             | Parallel-Riesenslalom | Max Kühnhauser         | Joachim Gravogel         | Kaijo Taniguchi       |
| 15. Januar 2025   | Seiser Alm           | Slopestyle            | Julien Merken          | Nicola Liviero           | Joshua Robertson-Hahn |
| 21. Januar 2025   | Bansko               | Parallel-Riesenslalom | Yannik Angenend        | Christoph Karner         | Arnaud Gaudet         |
| 22. Januar 2025   | Bansko               | Parallel-Riesenslalom | Arnaud Gaudet          | Christoph Karner         | Ole-Mikkel Prantl     |
| 23. Januar 2025   | Puy-Saint-Vincent    | Snowboardcross        | Filippo Ferrari        | Declan Dent              | Jonas Chollet         |
| 24. Januar 2025   | Puy-Saint-Vincent    | Snowboardcross        | Filippo Ferrari        | Jonas Chollet            | Titouan Cottret       |
| 25. Januar 2025   | Simonhöhe            | Parallel-Riesenslalom | Tommy Rabanser         | Samuel Vojtasek          | Julian Treffler       |
| 26. Januar 2025   | Simonhöhe            | Parallel-Riesenslalom | Cho Wan-hee            | Tommy Rabanser           | Krystof Minarik       |
| 31. Januar 2025   | Saint-Lary-Soulan    | Snowboardcross        | Daan Stam              | Filippo Ferrari          | Declan Dent           |
| 2. Februar 2025   | Saint-Lary-Soulan    | Snowboardcross        | Titouan Cottret        | Seigo Sato               | Benjamin Niel         |
| 1. Februar 2025   | Ratschings           | Parallelslalom        | Stefan Baumeister      | Ryusuke Shinohara        | Ben Heldman           |
| 2. Februar 2025   | Ratschings           | Parallelslalom        | Stefan Baumeister      | Ryusuke Shinohara        | Tommy Rabanser        |
| 8. Februar 2025   | Reiteralm            | Snowboardcross        | Jonas Chollet          | Titouan Cottret          | Filippo Ferrari       |
| 9. Februar 2025   | Reiteralm            | Snowboardcross        | Huw Nightingale        | Jonas Chollet            | Niccolo Colturi       |
| 13. Februar 2025  | Davos                | Rail                  | Dmytro Luchkin         | Elias Lionel Lehner      | Zephyr Lovelock       |
| 23. Februar 2025  | Kotelnica            | Big Air               | Elias Lionel Lehner    | Nicolas Schütz           | Patrick Hofmann       |
| 27. Februar 2025  | Passo San Pellegrino | Snowboardcross        | Kota Sakurai           | Cameron Turner           | Luca Abbati           |
| 28. Februar 2025  | Passo San Pellegrino | Snowboardcross        | Jonas Chollet          | Filippo Ferrari          | Daan Stam             |
| 5. März 2025      | Prato Nevoso         | Big Air               | Ville Jukola           | Jonas Junker             | Till Strohmeyer       |
| 7. März 2025      | Szczyrk              | Rail                  | Thom Wijnstra          | Casper Holtzapfel        | Joewen Frijns         |
| 8. März 2025      | Montafon             | Parallel-Riesenslalom | Arnaud Gaudet          | Fabian Obmann            | Christoph Karner      |
| 9. März 2025      | Montafon             | Parallelslalom        | Matthäus Pink          | Dominik Burgstaller      | Arvid Auner           |
| 11. März 2025     | Laax                 | Slopestyle            | Ian Matteoli           | Julien Merken            | Reef Matt Hasler      |
| 15. März 2025     | Laax                 | Halfpipe              | Patrick Burgener       | Campbell Melville Ives   | Koyata Kikuchihara    |
| 13. März 2025     | Lenk                 | Snowboardcross        | Julius Reichle         | Laurin Furrer            | Nils King             |
| 14. März 2025     | Lenk                 | Snowboardcross        | Jonas Chollet          | James Savard-Ferguson    | Julius Reichle        |
| 15. März 2025     | Davos                | Parallelslalom        | Kristian Georgiew      | Mychajlo Charuk          | Tommy Rabanser        |
| 16. März 2025     | Davos                | Parallelslalom        | Tommy Rabanser         | Max Kühnhauser           | Mychajlo Charuk       |
| 21. März 2025     | St. Anton            | Big Air               | Tom Venderotte         | Noe Petit                | Gregorio Marchelli    |
| 29. März 2025     | Orcières             | Snowboardcross        | Achille Leleu          | Quentin Sodogas          | Niccolo Colturi       |
| 30. März 2025     | Orcières             | Snowboardcross        | David Pickl            | Guillaume Herpin         | Kenta Kirchwehm       |
| 1. April 2025     | Kitzsteinhorn        | Rail                  | Dmytro Luchkin         | Leo Framarin             | Gregorio Marchelli    |
| 2. April 2025     | Kitzsteinhorn        | Halfpipe              | Augustinho Teixeira    | Christoph Lechner        | Mischa Zürcher        |
| 3. April 2025     | Kitzsteinhorn        | Big Air               | Kira Kimura            | Yuto Kimura              | Kaito Ichinose        |
| 8. April 2025     | Corvatsch            | Halfpipe              | Campbell Melville Ives | Christoph Lechner        | Lee Ji-o              |
| 10. April 2025    | Corvatsch            | Slopestyle            | Yuto Kimura            | Jake Canter              | Yuto Miyamura         |
| 12. April 2025    | Corvatsch            | Big Air               | Rocco Jamieson         | Kira Kimura              | Mark McMorris         |

### Gesamtwertungen Männer
| Rang | Name            | Punkte |
| ---- | --------------- | ------ |
| 1    | Tommy Rabanser  | 909    |
| 2    | Max Kühnhauser  | 636    |
| 3    | Julian Treffler | 562    |
| 4    | Joachim Gravogl | 424    |
| 5    | Samuel Vojtasek | 412    |
| 6    | Werner Pietsch  | 350    |
| 7    | Mychajlo Charuk | 330    |
| 8    | Kaijo Taniguchi | 330    |
| 9    | Arnaud Gaudet   | 328    |
| 10   | Mike Santuari   | 301    |

| Rang | Name            | Punkte |
| ---- | --------------- | ------ |
| 1    | Filippo Ferrari | 602    |
| 2    | Jonas Chollet   | 598    |
| 3    | Julius Reichle  | 411    |
| 4    | Laurin Furrer   | 303    |
| 5    | Daan Stam       | 286    |
| 6    | Julian Furrer   | 279    |
| 7    | Nils King       | 262    |
| 8    | Luca Abbati     | 256    |
| 9    | Titouan Cottret | 254    |
| 10   | Cameron Turner  | 251    |

| Rang | Name                   | Punkte |
| ---- | ---------------------- | ------ |
| 1    | Campbell Melville Ives | 220    |
| 2    | Christoph Lechner      | 220    |
| 3    | Patrick Burgener       | 150    |
| 4    | Gian Andrin Biele      | 148    |
| 5    | Mischa Zürcher         | 146    |
| 6    | Augustinho Teixeira    | 130    |
| 7    | Leonardo Saraiva       | 117    |
| 8    | Lee Su-o               | 111    |
| 9    | Koyata Kikuchihara     | 90     |
| 10   | Taitten Cowan          | 73     |

| Rang | Name                | Punkte |
| ---- | ------------------- | ------ |
| 1    | Julien Merken       | 457,5  |
| 2    | Ville Jukola        | 412    |
| 3    | Yuto Kimura         | 305    |
| 4    | Kira Kimura         | 250    |
| 5    | Elias Lionel Lehner | 218    |
| 6    | Rocco Jamieson      | 198    |
| 7    | Dmytro Luchkin      | 186    |
| 8    | Nicolas Schütz      | 185,5  |
| 9    | Tom Venderotte      | 168,5  |
| 10   | Reef Matt Hasler    | 159    |

| Rang | Name             | Punkte |
| ---- | ---------------- | ------ |
| 1    | Julien Merken    | 392,5  |
| 2    | Ville Jukola     | 244,5  |
| 3    | Yuto Kimura      | 150    |
| 3    | Ian Matteoli     | 150    |
| 5    | Charlie Lane     | 149,5  |
| 6    | Moritz Breu      | 135    |
| 7    | Reef Matt Hasler | 125    |
| 8    | Sindre Tveiten   | 121    |
| 9    | Jake Canter      | 120    |
| 10   | Martin Jozsa     | 111,5  |

| Rang | Name                | Punkte |
| ---- | ------------------- | ------ |
| 1    | Kira Kimura         | 220    |
| 2    | Ville Jukola        | 203,5  |
| 3    | Nicolas Schütz      | 198    |
| 4    | Yuto Kimura         | 155    |
| 5    | Rocco Jamieson      | 150    |
| 6    | Elias Lionel Lehner | 147    |
| 7    | Noe Petit           | 116    |
| 8    | Patrick Hofmann     | 112    |
| 9    | Tom Venderotte      | 103    |
| 10   | Jonas Junker        | 103    |

| Rang | Name                | Punkte |
| ---- | ------------------- | ------ |
| 1    | Casper Holtzapfel   | 210    |
| 2    | Dmytro Luchkin      | 200    |
| 3    | Joewen Frijns       | 191    |
| 4    | Thom Wijnstra       | 145    |
| 5    | Thom Vogel          | 107    |
| 6    | Leon Gütl           | 100    |
| 7    | Elias Lionel Lehner | 80     |
| 8    | Leo Framarin        | 80     |
| 9    | Motiejus Morauskas  | 77     |
| 10   | Krzysztof Owczarek  | 67     |

## Frauen

### Podestplätze Frauen
| Datum             | Austragungsort       | Disz.                 | Sieger                 | Zweiter              | Dritter              |
| ----------------- | -------------------- | --------------------- | ---------------------- | -------------------- | -------------------- |
| 27. November 2024 | Pitztal              | Snowboardcross        | Julia Pereira de Sousa | Josie Baff           | Léa Casta            |
| 7. Dezember 2024  | Den Haag             | Rail                  | Telma Särkipaju        | Meila Stalker        | Mia Langridge        |
| 14. Dezember 2024 | Götschen             | Parallelslalom        | Miriam Weis            | Xenia von Siebenthal | Larissa Gasser       |
| 15. Dezember 2024 | Götschen             | Parallelslalom        | Xenia von Siebenthal   | Pia Schöffmann       | Sofia Valle          |
| 19. Dezember 2024 | Monínec              | Parallelslalom        | Marie Gams             | Laila Ursina Bätschi | Xenia von Siebenthal |
| 20. Dezember 2024 | Monínec              | Parallelslalom        | Xenia von Siebenthal   | Zoe Jansing          | Laila Ursina Bätschi |
| 5. Januar 2025    | Font-Romeu           | Slopestyle            | Sky Remans             | Paige Jones          | Emily Rothney        |
| 11. Januar 2025   | Prato Nevoso         | Slopestyle            | Emily Rothney          | Sky Remans           | Lena Müller          |
| 10. Januar 2025   | Folgaria             | Parallel-Riesenslalom | Sofia Valle            | Miriam Weis          | Ricarda Hauser       |
| 11. Januar 2025   | Folgaria             | Parallel-Riesenslalom | Xenia von Siebenthal   | Zoe Jansing          | Miriam Weis          |
| 15. Januar 2025   | Seiser Alm           | Slopestyle            | Sam van Lieshout       | Lena Müller          | Kristina Holzfeind   |
| 21. Januar 2025   | Bansko               | Parallel-Riesenslalom | Aurélie Moisan         | Malena Samfirowa     | Nadiia Hapatin       |
| 22. Januar 2025   | Bansko               | Parallel-Riesenslalom | Zuzana Maděrová        | Larissa Gasser       | Malena Samfirowa     |
| 23. Januar 2025   | Puy-Saint-Vincent    | Snowboardcross        | Charlotte Bankes       | Lyse Laine           | Margaux Herpin       |
| 24. Januar 2025   | Puy-Saint-Vincent    | Snowboardcross        | Anais Jouffroy         | Abbey Wilson         | Sofia Belingheri     |
| 25. Januar 2025   | Simonhöhe            | Parallel-Riesenslalom | Miriam Weis            | Mathilda Scheid      | Zoe Jansing          |
| 26. Januar 2025   | Simonhöhe            | Parallel-Riesenslalom | Zuzana Maděrová        | Iris Pflum           | Sofia Valle          |
| 31. Januar 2025   | Saint-Lary-Soulan    | Snowboardcross        | Margaux Herpin         | Sofia Groblechner    | Lyse Laine           |
| 2. Februar 2025   | Saint-Lary-Soulan    | Snowboardcross        | Margaux Herpin         | Lyse Laine           | Katarina Pitonakova  |
| 1. Februar 2025   | Ratschings           | Parallelslalom        | Hannah Gunkel          | Fabiana Fachin       | Martina Ankele       |
| 2. Februar 2025   | Ratschings           | Parallelslalom        | Martina Ankele         | Cheyenne Loch        | Xenia von Siebenthal |
| 8. Februar 2025   | Reiteralm            | Snowboardcross        | Félicie Leicht         | Luana Bianchi        | Margaux Herpin       |
| 9. Februar 2025   | Reiteralm            | Snowboardcross        | Félicie Leicht         | Margaux Herpin       | Luana Bianchi        |
| 13. Februar 2025  | Davos                | Rail                  | Heli Bockhorni         | Anne-Sophie Lechon   | Yugala Perach        |
| 23. Februar 2025  | Kotelnica            | Big Air               | Sky Remans             | Andrina Salis        | Yuna Scheidegger     |
| 27. Februar 2025  | Passo San Pellegrino | Snowboardcross        | Sofia Groblechner      | Anais Jouffroy       | Abbey Wilson         |
| 28. Februar 2025  | Passo San Pellegrino | Snowboardcross        | Nuria Gubser           | Luana Bianchi        | Sofia Belingheri     |
| 5. März 2025      | Prato Nevoso         | Big Air               | Yuna Scheidegger       | Sky Remans           | Evy Poppe            |
| 7. März 2025      | Szczyrk              | Rail                  | Anne-Sophie Lechon     | Tinkara Tanja Valcl  | Martyna Maciejeska   |
| 8. März 2025      | Montafon             | Parallel-Riesenslalom | Martina Ankele         | Aurelia Buccioni     | Zoe Jansing          |
| 9. März 2025      | Montafon             | Parallelslalom        | Michelle Dekker        | Martina Ankele       | Jessica Keiser       |
| 11. März 2025     | Laax                 | Slopestyle            | Yuna Scheidegger       | Yugala Perach        | Tova Nejne           |
| 15. März 2025     | Laax                 | Halfpipe              | Zhou Yizhu             | Anne Hedrich         | Isabelle Lötscher    |
| 13. März 2025     | Lenk                 | Snowboardcross        | Félicie Leicht         | Lyse Laine           | Tanja Kobald         |
| 14. März 2025     | Lenk                 | Snowboardcross        | Lyse Laine             | Félicie Leicht       | Sofia Groblechner    |
| 15. März 2025     | Davos                | Parallelslalom        | Xenia von Siebenthal   | Annamari Dantscha    | Miriam Weis          |
| 16. März 2025     | Davos                | Parallelslalom        | Xenia von Siebenthal   | Nadiia Hapatin       | Annamari Dantscha    |
| 21. März 2025     | St. Anton            | Big Air               | Matilde Pizzutto       | Yuna Scheidegger     | Lena Müller          |
| 29. März 2025     | Orcières             | Snowboardcross        | Sofia Groblechner      | Fiona Cailo Serra    | Félicie Leicht       |
| 30. März 2025     | Orcières             | Snowboardcross        | Sofia Groblechner      | Zoe Colombier        | Tanja Kobald         |
| 1. April 2025     | Kitzsteinhorn        | Rail                  | Lena Müller            | Meije Herry          | Marie Kuhlmann       |
| 2. April 2025     | Kitzsteinhorn        | Halfpipe              | Anne Hedrich           | Rochelle Weinberg    | Lara Wick            |
| 3. April 2025     | Kitzsteinhorn        | Big Air               | Marilu Poluzzi         | Yuna Scheidegger     | Alessia Vergani      |
| 8. April 2025     | Corvatsch            | Halfpipe              | Zhou Yizhu             | Lara Wick            | Soha Janett          |
| 10. April 2025    | Corvatsch            | Slopestyle            | Melissa Peperkamp      | Momo Suzuki          | Zhang Xiaonan        |
| 12. April 2025    | Corvatsch            | Big Air               | Melissa Peperkamp      | Momo Suzuki          | Emily Rothney        |

### Gesamtwertungen Frauen
| Rang | Name                  | Punkte |
| ---- | --------------------- | ------ |
| 1    | Xenia von Siebenthal  | 1000   |
| 2    | Miriam Weis           | 675    |
| 3    | Sofia Valle           | 590    |
| 4    | Zoe Jansing           | 580    |
| 5    | Laila Ursina Bätschi  | 462    |
| 6    | Hannah Gunkel         | 405    |
| 7    | Martina Ankele        | 376    |
| 8    | Pia Schöffmann        | 376    |
| 9    | Jessica Pichelkastner | 365    |
| 10   | Mathilda Scheid       | 359    |

| Rang | Name              | Punkte |
| ---- | ----------------- | ------ |
| 1    | Félicie Leicht    | 693    |
| 2    | Sofia Groblechner | 591    |
| 3    | Lyse Laine        | 568    |
| 4    | Anais Jouffroy    | 462    |
| 5    | Luana Bianchi     | 450    |
| 6    | Caterina Carpano  | 411    |
| 7    | Sofia Belingheri  | 379    |
| 8    | Tanja Kobald      | 358    |
| 9    | Margaux Herpin    | 338    |
| 10   | Abbey Wilson      | 328    |

| Rang | Name              | Punkte |
| ---- | ----------------- | ------ |
| 1    | Anne Hedrich      | 252    |
| 2    | Zhou Yizhu        | 250    |
| 3    | Lura Wick         | 215    |
| 4    | Soha Janett       | 159,5  |
| 5    | Samuela Mondani   | 155    |
| 6    | Rochelle Weinberg | 130    |
| 7    | Leila Viererbe    | 109,5  |
| 8    | Kanoe Pelfrey     | 92     |
| 9    | Isabelle Lötscher | 90     |
| 10   | Lola Cowan        | 90     |

| Rang | Name              | Punkte |
| ---- | ----------------- | ------ |
| 1    | Sky Remans        | 473    |
| 2    | Yuna Scheidegger  | 403    |
| 3    | Emily Rothney     | 345    |
| 4    | Melissa Peperkamp | 300    |
| 5    | Lena Müller       | 267,5  |
| 6    | Sam van Lieshout  | 241,5  |
| 7    | Ava Beer          | 241,5  |
| 8    | Momo Suzuki       | 240    |
| 9    | Marilu Poluzzi    | 235    |
| 10   | Alessia Vergani   | 222,5  |

| Rang | Name              | Punkte |
| ---- | ----------------- | ------ |
| 1    | Sky Remans        | 293    |
| 2    | Emily Rothney     | 255    |
| 3    | Yuna Scheidegger  | 223    |
| 4    | Ava Beer          | 202,5  |
| 5    | Lena Müller       | 189,5  |
| 6    | Yugala Perach     | 164    |
| 7    | Bettina Roll      | 157    |
| 8    | Paige Jones       | 156    |
| 9    | Melissa Peperkamp | 150    |
| 10   | Sam van Lieshout  | 146,5  |

| Rang | Name              | Punkte |
| ---- | ----------------- | ------ |
| 1    | Yuna Scheidegger  | 320    |
| 2    | Sky Remans        | 222    |
| 3    | Matilde Pizzutto  | 188    |
| 4    | Marilu Poluzzi    | 160    |
| 5    | Melissa Peperkamp | 150    |
| 6    | Sam van Lieshout  | 140    |
| 7    | Alessia Vergani   | 132    |
| 8    | Andrina Salis     | 130    |
| 9    | Susie Maksym      | 129    |
| 10   | Momo Suzuki       | 120    |

| Rang | Name                | Punkte |
| ---- | ------------------- | ------ |
| 1    | Anne-Sophie Lechon  | 180    |
| 2    | Heli Bockhorni      | 100    |
| 2    | Lena Müller         | 100    |
| 2    | Telma Särkipaju     | 100    |
| 5    | Meije Herry         | 80     |
| 5    | Meila Stalker       | 80     |
| 5    | Tinkara Tanja Valcl | 80     |
| 8    | Selin Lakatha       | 68     |
| 9    | Marie Kuhlmann      | 60     |
| 9    | Mia Langridge       | 60     |